# Cladonia cervicornis
Cladonia cervicornis (Ach.) Flot. (1849), è una specie di lichene appartenente al genere Cladonia,  dell'ordine Lecanorales.
Il nome proprio deriva dal latino cervicornis, parola composta da cervis, cioè cervo e da cornu, cioè corno, ad indicare le ramificazioni che assumono crescendo, simili a corna di cervo.

## Caratteristiche fisiche
Il tallo primario ha poche squamule, tendenti a scomparire verso la fine. I podezi sono ben strutturati e sviluppati, con vari piani di coppe più numerose nella parte centrale. Questi pochi caratteri distintivi non consentono un sicuro riconoscimento della specie da parte di non esperti, essendo facile da confondere con altre specie di Cladonia.
Il fotobionte è principalmente un'alga verde delle Trentepohlia.

## Habitat
Questa specie cresce in regioni con clima da moderato a montano di tipo boreale meridionale. Si rinviene in praterie aperte su rocce silicee o in garighe. Predilige un pH del substrato con valori intermedi fra molto acido e subneutro. Il bisogno di umidità è prettamente mesofitico.

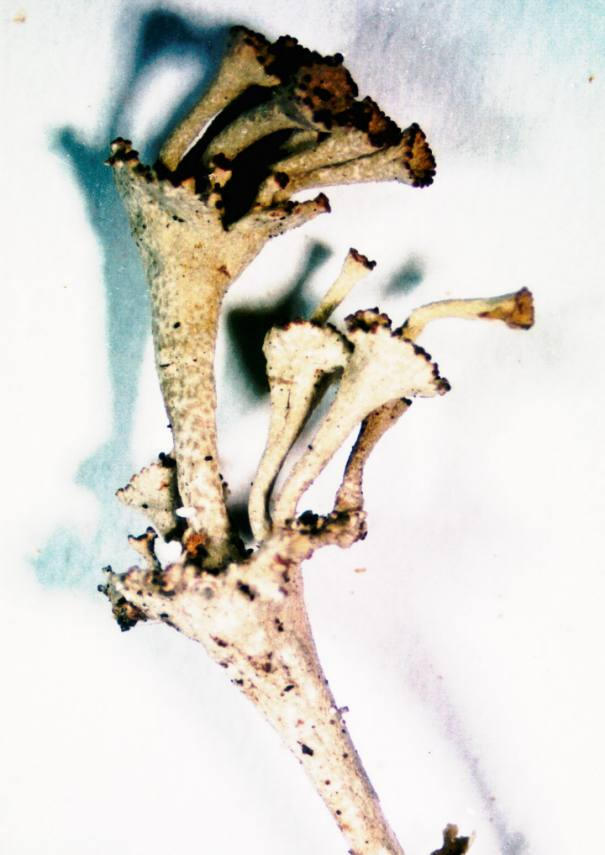
Cladonia cervicornis subsp. verticillata

## Località di ritrovamento
La specie è cosmopolita, ed è stata rinvenuta nelle seguenti località: Germania (Amburgo, Meclemburgo, Renania Settentrionale-Vestfalia, Brandeburgo, Renania-Palatinato, Sassonia, Essen, Schleswig-Holstein, Turingia, Berlino, Sassonia, Sassonia-Anhalt, Bassa Sassonia, Baden-Württemberg, Baviera, Renania-Palatinato, Schleswig-Holstein); USA (Carolina del Sud, Illinois, Maine, Ohio, Vermont, Virginia Occidentale, Michigan, Alabama, Michigan, Nebraska, Wisconsin, Distretto di Columbia, Maryland); Canada (Nuovo Brunswick, Columbia Britannica); Australia (Australia Occidentale, Isola Macquarie, Nuovo Galles del Sud); Spagna (Castiglia e León); Austria (Alta Austria, Stiria, Salisburgo); Cina (Yunnan, Shaanxi, Guizhou, Mongolia interna, Xizang, Tibet, Shandong); Argentina, Cile, Cipro, Creta, Danimarca, Estonia, Finlandia, Georgia del Sud, Giappone, Guyana, Irlanda, Islanda, Isole Azzorre, Isole Canarie, Isole Orcadi meridionali, Isole Svalbard, Lituania, Lussemburgo, Marocco, Mongolia, Norvegia, Nuova Caledonia, Nuova Zelanda, Oceania, Paesi Bassi, Polonia, Portogallo, Regno Unito, Repubblica Ceca, Romania, Socotra, Svezia, Turchia.
In Italia è presente, ed è abbastanza comune, sulle coste toscane, liguri, laziali e campane, rarefacendosi andando verso l'interno fino a divenire molto rara; in Sardegna è abbastanza rara sul versante occidentale fino a estremamente rara su quello orientale; In Puglia è rara sul Gargano ed estremamente rara nel resto della regione; in Basilicata, Calabria e Sicilia passa da alquanto rara sul versante tirrenico ad estremamente rara verso l'interno; infine in tutte le regioni dell'arco alpino è da ritenersi estremamente rara ad eccezione del Friuli dove non è mai stata rinvenuta.

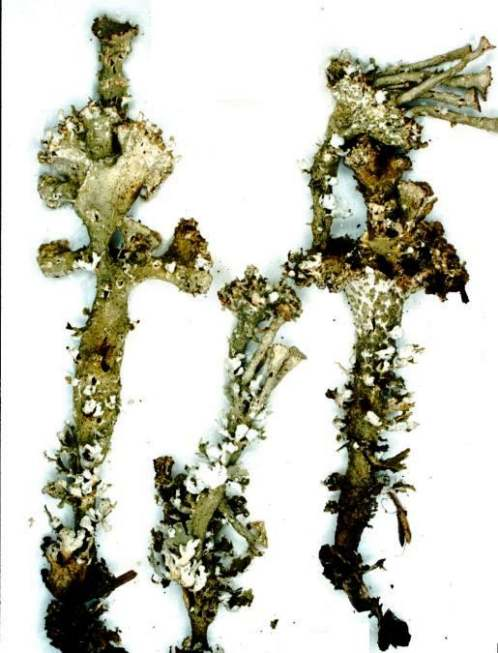
Cladonia cervicornis subsp. verticillata

## Tassonomia
Questa specie è inserita attualmente nella sezione Cladonia; a tutto il 2008 sono state identificate le seguenti forme, sottospecie e varietà:
- Cladonia cervicornis f. caesia (Delise) M. Choisy (1951).
- Cladonia cervicornis f. cervicornis (Ach.) Flot. (1849).
- Cladonia cervicornis f. epiphylla (Rabenh.) Clauzade & Cl. Roux (1985).
- Cladonia cervicornis f. fatiscens (Vain.) M. Choisy (1951).
- Cladonia cervicornis subsp. cervicornis (Ach.) Flot. (1849).
- Cladonia cervicornis subsp. mawsonii (C.W. Dodge) S. Stenroos & Ahti (1990).
- Cladonia cervicornis subsp. pulvinata (Sandst.) Ahti (1983).
- Cladonia cervicornis subsp. verticillata (Hoffm.) Ahti (1980).
- Cladonia cervicornis var. apoticta (Ach.)
- Cladonia cervicornis var. cervicornis (Ach.) Flot. (1849).
- Cladonia cervicornis var. phyllocephala (Flot.) Vain.
- Cladonia cervicornis var. simplex Schaer.
- Cladonia cervicornis var. subcervicornis Vain., (= Cladonia subcervicornis).
- Cladonia cervicornis var. verticillata (Hoffm.) Flot., (= Cladonia cervicornis subsp. verticillata).